# Cerofrontia griseotincta
Cerofrontia griseotincta är en fjärilsart som beskrevs av Antonius Johannes Theodorus Janse 1951. Cerofrontia griseotincta ingår i släktet Cerofrontia och familjen stävmalar. Inga underarter finns listade i Catalogue of Life.